# Степаньково (Щолковський міський округ)
Степа́ньково (рос. Степаньково) — присілок у складі Щолковського міського округу Московської області, Росія.

## Населення
Населення — 3 особи (2010; 4 у 2002).
Національний склад (станом на 2002 рік):
- росіяни — 100 %